# Rodions Kurucs
Rodions Kurucs, né le 5 février 1998 à Cēsis en Lettonie, est un joueur letton de basket-ball évoluant au poste d'ailier.

## Biographie

### Jeunesse
Rodions Kurucs se forme au VEF Riga. Considéré comme un des grands espoirs européen, il participe en 2014 à l'Adidas Next Generation Tournament de Madrid, tournoi qui réunit les meilleurs jeunes d'Europe. Lors de la saison 2014-2015, il joue avec l'équipe première du VEF Riga dans le championnat letton. 

### FC Barcelone (2015-2018)
En juillet 2015, il est recruté par le FC Barcelone afin de jouer avec l'équipe réserve.
Il fait ses débuts en Liga ACB avec Barcelone le 7 janvier 2018 face au Betis Séville.

### Nets de Brooklyn (2018-jan. 2021)
Il se présente ensuite à la draft 2018 de la NBA où il est choisi en 40e position par les Nets de Brooklyn. Il y signe son contrat le 16 juillet 2018.

### Rockets de Houston (jan. - mars 2021)
Le 13 janvier 2021, il est transféré aux Rockets de Houston dans un échange à quatre équipes.

### Bucks de Milwaukee (mars - mai 2021)
Le 18 mars 2021, il est transféré aux Bucks de Milwaukee avec P. J. Tucker et un choix au premier tour de la draft 2022 en échange de D. J. Augustin, de D. J. Wilson et d'un choix au premier tour de la draft 2023. Il est licencié en mai 2021.

### Partizan Belgrade (2021-2022)
En juillet 2021, Kurucs rejoint le KK Partizan Belgrade pour deux saisons.

### Real Betis (2022)
Kurucs ne rentre pas dans les plans de l'entraîneur du Partizan, Željko Obradović et il rejoint pour une saison le club sévillan du Real Betis en août 2022.

### Strasbourg (2022-2023)
En décembre 2022, Kurucs s'engage jusqu'à la fin de la saison avec la SIG Strasbourg qui évolue en première division française.

### CB Murcie (2023-2025)
Le 29 juillet 2023, il signe avec le CB Murcie.

### Saski Baskonia (depuis 2025)
En juillet 2025, Kurucs rejoint le Saski Baskonia, club basque évoluant en Euroligue.

### Équipe nationale
En 2014, Rodions Kurucs participe avec l'équipe de Lettonie au championnat d'Europe des moins de 16 ans où la Lettonie obtient la médaille d'argent (défaite face à la France en finale). Les statistiques de Kurucs sont de 13,4 points, 5,9 rebonds et 1,9 passe décisive de moyenne par match.

## Statistiques
gras = ses meilleures performances

### Saison régulière NBA
| Saison    | Équipe   | Matchs | Titul. | Min./m | % Tir | % 3pts | % LF | Rbds/m. | Pass/m. | Int/m. | Ctr/m. | Pts/m. |
| --------- | -------- | ------ | ------ | ------ | ----- | ------ | ---- | ------- | ------- | ------ | ------ | ------ |
| 2018-2019 | Brooklyn | 63     | 46     | 20,5   | 45,0  | 31,5   | 78,3 | 3,90    | 0,83    | 0,65   | 0,40   | 8,48   |
| 2019-2020 | Brooklyn | 47     | 9      | 14,5   | 44,6  | 36,7   | 63,2 | 2,91    | 1,09    | 0,53   | 0,11   | 4,57   |
| 2020-2021 | Brooklyn | 5      | 0      | 3,2    | 33,3  | 50,0   | 0,0  | 0,60    | 0,40    | 0,00   | 0,00   | 0,60   |
| 2020-2021 | Houston  | 11     | 0      | 6,8    | 23,8  | 13,3   | 50,0 | 1,00    | 0,36    | 0,55   | 0,36   | 1,18   |
| Total     | Total    | 126    | 55     | 16,4   | 44,2  | 32,3   | 73,5 | 3,15    | 0,87    | 0,57   | 0,27   | 6,07   |

Mise à jour le 12 mars 2021

### Playoffs NBA
| Saison | Équipe   | Matchs | Titul. | Min./m | % Tir | % 3pts | % LF | Rbds/m. | Pass/m. | Int/m. | Ctr/m. | Pts/m. |
| ------ | -------- | ------ | ------ | ------ | ----- | ------ | ---- | ------- | ------- | ------ | ------ | ------ |
| 2019   | Brooklyn | 4      | 3      | 17,1   | 40,0  | 25,0   | 77,8 | 5,00    | 0,75    | 0,50   | 0,00   | 6,25   |
| 2020   | Brooklyn | 4      | 1      | 14,6   | 55,0  | 0,0    | 0,0  | 3,25    | 0,75    | 0,25   | 0,50   | 5,50   |
| Total  | Total    | 8      | 4      | 15,8   | 47,5  | 12,5   | 63,6 | 4,12    | 0,75    | 0,38   | 0,25   | 5,88   |

Mise à jour le 12 novembre 2020

## Records sur une rencontre en NBA
Les records personnels de Rodions Kurucs en NBA sont les suivants, :
| Type de statistique        | Saison régulière | Saison régulière       | Saison régulière | Playoffs | Playoffs                | Playoffs      |
| Type de statistique        | Record           | Adversaire             | Date             | Record   | Adversaire              | Date          |
| -------------------------- | ---------------- | ---------------------- | ---------------- | -------- | ----------------------- | ------------- |
| Points                     | 24               | 2 fois                 | 2 fois           | 14       | @ 76ers de Philadelphie | 23 avril 2019 |
| Paniers marqués            | 8                | @ Celtics de Boston    | 7 janvier 2019   | 4        | 2 fois                  | 2 fois        |
| Paniers tentés             | 15               | 3 fois                 | 3 fois           | 8        | @ 76ers de Philadelphie | 23 avril 2019 |
| Paniers à 3 points réussis | 5                | 2 fois                 | 2 fois           | 2        | @ 76ers de Philadelphie | 23 avril 2019 |
| Paniers à 3 points tentés  | 11               | @ Bucks de Milwaukee   | 6 avril 2019     | 3        | 3 fois                  | 3 fois        |
| Lancers francs réussis     | 8                | Pacers de l'Indiana    | 21 décembre 2018 | 4        | @ 76ers de Philadelphie | 23 avril 2019 |
| Lancers francs tentés      | 10               | Pacers de l'Indiana    | 21 décembre 2018 | 5        | @ 76ers de Philadelphie | 23 avril 2019 |
| Rebonds offensifs          | 4                | @ Pacers de l'Indiana  | 7 avril 2019     | 4        | @ 76ers de Philadelphie | 15 avril 2019 |
| Rebonds défensifs          | 10               | Hornets de Charlotte   | 26 décembre 2018 | 5        | 3 fois                  | 3 fois        |
| Rebonds totaux             | 12               | Hornets de Charlotte   | 26 décembre 2018 | 7        | @ 76ers de Philadelphie | 23 avril 2019 |
| Passes décisives           | 5                | Hawks d'Atlanta        | 12 janvier 2020  | 2        | @ Raptors de Toronto    | 17 août 2020  |
| Interceptions              | 3                | 4 fois                 | 4 fois           | 1        | 3 fois                  | 3 fois        |
| Contres                    | 3                | Cavaliers de Cleveland | 6 mars 2019      | 1        | 2 fois                  | 2 fois        |
| Balles perdues             | 4                | 3 fois                 | 3 fois           | 2        | @ Raptors de Toronto    | 17 août 2020  |
| Minutes jouées             | 39               | Hornets de Charlotte   | 26 décembre 2018 | 22       | @ 76ers de Philadelphie | 15 avril 2019 |

- Double-double : 2
- Triple-double : 0

Dernière mise à jour : 15 novembre 2020